# Euphyia expansata
Euphyia expansata là một loài bướm đêm trong họ Geometridae.